# 17059 Elvis
För andra betydelser, se Elvis.
17059 Elvis eller 1999 GX5 är en asteroid i huvudbältet som upptäcktes den 15 april 1999 av den australiensiske amatörastronomen John Broughton vid Reedy Creek-observatoriet. Den är uppkallad efter den amerikanske sångaren och skådespelaren Elvis Presley.
Asteroiden har en diameter på ungefär 3 kilometer.